# Estação Estadio
A Estação Estadio é uma das estações do Metrô de Medellín, situada em Medellín, entre a Estação Suramericana e a Estação Floresta. Administrada pela Empresa de Transporte Masivo del Valle de Aburrá Limitada (ETMVA), faz parte da Linha B.
Foi inaugurada em 28 de fevereiro de 1996. Localiza-se no cruzamento da Carrera 70 com a Rua 47d. Atende o bairro U. D. Atanasio Girardot, situado na comuna de Laureles - Estadio.